# Speculatores
Gli speculatores e gli exploratores erano squadre di esploratori e ricognitori dell'esercito romano, molto spesso a cavallo. Potevano operare sia di giorno, sia di notte.
Sia nei campi delle legioni che in quelli dei pretoriani, gli speculatores erano inizialmente solo dei ricognitori, ma in seguito divennero guardie del corpo anche degli Imperatori, messaggeri e a volte carnefici. Erano organizzati sotto un centurio e un optio.
Agli exploratores veniva invece chiesto di osservare i movimenti nemici sul campo, potendo essere organizzati in unità ausiliarie come i numeri (es. il Numerus Germanicianorum exploratorum), le coorti equitate (la Cohors VIII Batavorum equitata milliaria exploratorum) o le ali di cavalleria. Entrambi i ruoli richiedevano in qualche caso l'uso di abiti borghesi, per cui si potevano considerare anche spie (Occulta speculator/speculatrix).
Seguivano lo stesso Imperatore durante le campagne militari, organizzati sotto il comando di un centurio speculatorum Augustorum, nell'ambito della guardia pretoriana.
In un certo senso, con un po' di approssimazione, gli speculatores si occupavano della 'sicurezza interna', e gli exploratores della 'sicurezza esterna'. L'impero romano utilizzò per lungo tempo specifiche unità per lo spionaggio, tra cui i famosi frumentarii istituiti da Adriano (ma più verosimilmente da Augusto che fece costruire anche il castra peregrina che li ospitava a Roma) utilizzati anche per prevenire le rivolte interne. V'erano, infine, i beneficiarii che spesso collaboravano con gli speculatores.